# The Brotherhood (1968)
The Brotherhood é um filme estadunidense de 1968, do gênero drama, dirigido por Martin Ritt. Com roteiro de Lewis John Carlino, foi produzido e protagonizado por Kirk Douglas. O filme é um conto sobre a máfia ao estilo do mega-sucesso posterior The Godfather.

## Sinopse
Na Sicília, os fraternais irmãos Ginetta se reencontram depois de algum tempo sem se verem. O mais velho, Frank, havia fugido dos Estados Unidos da América, temendo ser vítima de assassinos da Máfia. Enquanto Vince, o irmão mais novo descansa da viagem, Frank começa a relembrar o passado recente que causou a sua situação atual.
As lembranças em flashback se iniciam no dia do casamento de Vince com Emma. Frank então cuidava dos negócios herdados do falecido pai, com o apoio dos antigos chefões mafiosos. Vince estivera na faculdade e na Guerra do Vietnã, mas agora ele quer entrar para os negócios do irmão. Depois de um bom começo, os desentendimentos tem início, pois Vince é a favor dos novos chefões da máfia, que desejam modernizar os negócios investindo em eletrônica e industria espacial. Frank se opõe, pois deseja manter as coisas sob controle do jeito que ele conhece. A tensão entre os irmãos aumenta quando o sogro de Vince, Dominick, é acusado pelos antigos mafiosos e companheiros de Frank de ser o delator que levou a um grande massacre das famílias mafiosas no passado. E os antigos chefões querem que Frank os vingue, eliminando Dominick.

## Elenco principal
- Kirk Douglas.... Frank Ginetta
- Alex Cord.... Vince Ginetta
- Irene Papas.... Ida Ginetta
- Luther Adler.... Dominick Bertolo
- Susan Strasberg.... Emma Ginetta
- Murray Hamilton.... Jim Egan
- Eduardo Ciannelli.... Don Peppino
- Joe De Santis.... Pietro Rizzi